# Haiassa-Azi
Haiassa-Azi (em hitita: URUḪaiaša-; em armênio: Հայասա-Ազի; romaniz.: Hayasa-Azi) foi uma confederação da Idade do Bronze Tardia que se desenvolveu no planalto Armênio. Era formada pelo Reino de Haiassa e o Principado de Azi (possivelmente também Alzi /Alxe), que estava situado mais ao sul e foi incorporado na zona de influência de Haiassa. Sua primeira menção aconteceu no século XIV a.C., nos registros hititas, quando aparece como uma das unidades políticas situadas entre o Império Hitita e o Reino de Mitani. De acordo com os registros assírios, localizava-se no vale superior do Eufrates ou a noroeste do lago de Vã. Presume-se que os habitantes dessa confederação possam ter colaborado à formação dos chamados proto-armênios. Pensa-se, por conseguinte, que o fundador epônimo dos armênios, Haico, derivou seu nome de Haiassa. Torque, um dos deuses do panteão armênio e patrono dos orôntidas, a primeira dinastia a governar o Reino da Armênia, parece ser a mescla do deus da tempestade hitito-luvita Tarcuna e do deus de Haiassa, cujo nome é conhecido apenas pelos ideogramas dU-GUR, mas que se sabe ter sido relacionado ao Nergal da Mesopotâmia.